# Strindbergs Intima Teater
Strindbergs Intima Teater eller Intima teatern (som är det ursprungliga namnet) är en teaterlokal i Stockholm på Barnhusgatan 20 vid Norra Bantorget. Teatern invigdes år 1907, lades ner 1910 och återöppnade 2003.

## Historia
Intima teatern startades av August Strindberg och teatermannen August Falck som ville ha en ”intimare”, mindre scen att sätta upp sina egna pjäser på och möta en publik på ett mer nära sätt. Ensemblen bestod till en början av unga, okända skådespelare. Manda Björling, Anna Flygare, Fanny Falkner och August Falck själv hörde till de ledande aktörerna under dessa år. Fram till och med teaterns stängning 1910 gavs drygt 1 100 föreställningar fördelat på 24 olika strindbergspjäser. Fem av dessa skrevs direkt för Intima teatern av Strindberg.
Namnet Intima teatern övertogs från och med 1911 av teaterdirektören Albert Ranft, vilken använde det för en nyanlagd teater vid Engelbrektsplan (se vidare Komediteatern). Viss kontinuitet visavi den äldre teatern med samma namn fanns i det att August Falck ingick i båda ensemblerna, men på Ranfts teater spelade man endast undantagsvis Strindbergs pjäser.
Efter den ursprungliga Intima teaterns stängning övertogs dess lokaler av Mauritz Stiller och Uno Brander, som döpte om den till Lilla Teatern (eller "Lillan") och drev teaterverksamhet till 1912, då den gick vidare till Justus Hagman. 1913 upphörde emellertid all teaterverksamhet i lokalen. Under flera år hölls teatern sedan stängd och användes under många decennier framöver som en samlingslokal under namnet Strindbergssalen för möten, konferenser, föreläsningar med mera, bland annat av olika fackföreningar, men år 2002 började man renovera den för att öppna scenen som teaterscen på nytt. Redan 1984 användes dock lokalen som mer tillfällig teater då Fria Proteatern satte upp den hyllade produktionen av Strindbergs Fordringsägare med Keve Hjelm, Bibi Andersson och Tomas Bolme. Denna produktion filmades sedan med visning på bland annat Sveriges Television (Fordringsägare (1988)).
Från och med 2003 återupptogs teaterverksamheten på adressen under ledning av Ture Rangström. Teatern fick vid nyinvigningen namnet Strindbergs Intima Teater och salongen har 90 platser.
I april 2017 tillträdde Anna Pettersson som ny teaterchef för Strindbergs Intima teater.

## Uppsättningar

### Intima teatern
| År   | Produktion                   | Upphovsmän                                       | Regi | Noter |
| ---- | ---------------------------- | ------------------------------------------------ | ---- | --- |
| 1909 | Dödsdansen II                | August Strindberg                                |      | Premiär 1 oktober 1909 |
| 1909 | Gillets hemlighet            | August Strindberg                                |      | Premiär 27 december 1909                                                                                                  |
| 1910 | Kamraterna                   | August Strindberg                                |      | Premiär 17 maj 1910 Manda Björling, Louise Eneman-Wahlberg, Oscar Winge, August Falck, Tyra Dörum                         |
| 1910 | Fröken Julie                 | August Strindberg                                |      | Premiär 5 juni 1910 |
| 1910 | Påsk                         | August Strindberg                                |      | Premiär 16 augusti 1910                                                                                                   |
| 1910 | Operaafton                   |                                                  |      | Premiär 19 augusti 1910 Alexander Kschvitskij, Katarina Meder Gästspel från Sankt Petersburg                              |
| 1910 | Kamraterna                   | August Strindberg                                |      | Premiär 27 augusti 1910                                                                                                   |
| 1910 | Svanevit                     | August Strindberg                                |      | Premiär 28 augusti 1910                                                                                                   |
| 1910 | Fadren                       | August Strindberg                                |      | Premiär 3 september 1910                                                                                                  |
| 1910 | Fordringsägare               | August Strindberg                                |      | Premiär 14 september 1910                                                                                                 |
| 1910 | Första varningen             | August Strindberg                                |      | Premiär 14 september 1910                                                                                                 |
| 1910 | Den objudna gästen L'intruse | Maurice Maeterlinck Översättning Harald Molander |      | Premiär 23 september 1910 August Falck, Oscar Winge, Torsten Hammarén, Doris Nelson, Karin Thorén, Louise Eneman-Wahlberg |
| 1910 | Drottning Kristina           | August Strindberg                                |      | Premiär 20 oktober 1910                                                                                                   |
| 1910 | Dödsdansen I + II            | August Strindberg                                |      | Premiär 21 oktober 1910                                                                                                   |
| 1910 | Till Damaskus I              | August Strindberg                                |      | Premiär 18 november 1910                                                                                                  |

### Lilla teatern
| År   | Produktion                                                      | Upphovsmän                                               | Regi                       | Noter |
| ---- | --------------------------------------------------------------- | -------------------------------------------------------- | -------------------------- | --- |
| 1911 | Äkta makar Kjærlighet og venskap                                | Peter Egge Översättning Björn Halldén                    | Mauritz Stiller            | Premiär 15 februari 1911 Torsten Hammarén, Gulli Ericsson, Ingrid Sandahl, Mauritz Stiller, Harry Bergvall, Karin Alexandersson 48 föreställningar |
| 1911 | Näckens dotter                                                  | Joseph Dachs                                             | Mauritz Stiller            | Premiär 26 februari 1911 Torsten Hammarén, Mauritz Stiller, Harry Bergvall, Karin Torén 1 föreställning |
| 1911 | Bakom Kuopio                                                    | Gustaf von Numers                                        | Mauritz Stiller            | Premiär 29 mars 1911 Uno Brander, Karin Alexandersson, Ester Julin, Mauritz Stiller, Ingrid Sandahl, Karin Torén, Jenny Tschernichin-Larsson 31 föreställningar |
| 1911 | Nils                                                            | Hugo Öberg                                               |                            | Premiär 6 maj 1911 Hugo Öberg, Greta Scheike, Hermine Bergvall-Selander, Dagmar Nyberg, Olga Lundström 3 föreställningar |
| 1911 | Hans Fjord                                                      | Fredrik Nycander                                         |                            | Premiär 13 maj 1911 Anna Lisa Hwasser-Engelbrecht, Gustaf Råfelt 2 föreställningar |
| 1911 | Äkta makar Kjærlighet og venskap                                | Peter Egge Översättning Björn Halldén                    | Mauritz Stiller            | Premiär 7 september 1911 Torsten Hammarén, Gulli Ericsson, Ester Julin, Mauritz Stiller, Gunnar Bohman, Karin Alexandersson 17 föreställningar |
| 1911 | Bakom Kuopio                                                    | Gustaf von Numers                                        | Mauritz Stiller            | Premiär 17 september 1911 Uno Brander, Karin Alexandersson, Ester Julin, Mauritz Stiller, Ingrid Sandahl, Karin Torén, Elsa Collin 38 föreställningar |
| 1911 | Försvarsadvokaten                                               | Ferenc Molnár                                            | Mauritz Stiller            | Premiär 7 oktober 1911 Gunnar Bohman, Gulli Ericsson, Blanche Engelbrektsson, Karin Torén, Sven Stål, Mauritz Stiller, Torsten Hammarén, Anders Bengtsson, Arthur Natorp, Ester Julin, Jules Gaston Portefaix 35 föreställningar                                                       |
| 1911 | Mörkrets makt Власть тьмы, Vlast tmy                            | Lev Tolstoj                                              | Mauritz Stiller            | Premiär 14 november 1911 Elsa Collin, Sven Stål, Gulli Ericsson, Ester Julin, Torsten Hammarén, Gunnar Bohman, Karin Alexandersson, Karin Torén, Nils Elffors, Ingeborg Hedlund, Blanche Engelbrektsson, Arthur Natorp, Jules Gaston Portefaix                                         |
| 1911 | Pastor Jussilainen                                              | Gustaf von Numers                                        | Jenny Tschernichin-Larsson | Premiär 3 december 1911 Mauritz Stiller, Blanche Engelbrektsson, Jenny Tschernichin-Larsson, Karin Torén, Jules Gaston Portefaix, Ester Julin, Elsa Collin, Nils Elffors, Gunnar Bohman 57 föreställningar                                                                             |
| 1912 | Miss Williams from New York Atalanta eller Naar Piger har Penge | Gustav Wied och Jens Petersen Översättning Elsa Collin   | Mauritz Stiller            | Premiär 11 januari 1912 Gulli Ericsson, Torsten Hammarén, Astri Gullbrandsson, Sven Stål, Nils Elffors, Mauritz Stiller, Elsa Collin, Arthur Natorp, Blanche Engelbrechtson, Ester Julin, Karin Torén, Ingeborg Hedlund, Karin Alexandersson, Jules Gaston Portefaix 8 föreställningar |
| 1912 | Den starkare                                                    | August Strindberg                                        |                            | Premiär 22 januari 1912 Anna Lisa Hwasser-Engelbrecht 4 föreställningar |
| 1912 | Leka med elden                                                  | August Strindberg                                        | Mauritz Stiller            | Premiär 22 januari 1912 Nils Elffors, Karin Alexandersson, Torsten Hammarén, Gulli Ericsson, Mauritz Stiller, Docky Rydell-Herlin 98 föreställningar |
| 1912 | Hockenjos staty Hockenjos oder Die Lügenkomödie                 | Jakob Wassermann Översättning Nalle Halldén              | Mauritz Stiller            | Premiär 9 februari 1912 Gunnar Bohman, Torsten Hammarén, Nils Elffors, Mauritz Stiller, Sven Stål, Jules Gaston Portefaix 6 föreställningar |
| 1912 | Zoologi Lottchens Geburtstag                                    | Ludwig Thoma                                             | Mauritz Stiller            | Premiär 9 februari 1912 Torsten Hammarén, Karin Alexandersson, Blanche Engelbrektsson, Karin Torén, Mauritz Stiller, Ester Julin 94 föreställningar |
| 1912 | Den fredlöse Leka med elden                                     | August Strindberg                                        |                            | Premiär 29 maj 1912 Gästspel av Elin Svenssons teaterskola 1 föreställning |
| 1912 | Biltog                                                          | Edvard Fredin                                            |                            | Premiär 29 maj 1912 Gästspel av Elin Svenssons teaterskola 1 föreställning |
| 1912 | Paulines bröllopsafton                                          | Verner Nielsen Översättning Nalle Halldén                | Justus Hagman              | Premiär 31 augusti 1912 81 föreställningar |
| 1912 | Det skadar inte                                                 | Frans Hedberg                                            |                            | Premiär 15 september 1912 4 föreställningar |
| 1912 | Herr baronen Praktsängen                                        | Erik Juel                                                |                            | Premiär 28 september 1912 3 föreställningar |
| 1912 | I sovkupén Im Schlafcoupé                                       | Martin Knopf, Louis Taufstein och Erich Urban            |                            | Premiär 5 oktober 1912 8 föreställningar |
| 1912 | Marthe                                                          | J Bobillot                                               |                            | Premiär 5 oktober 1912 14 föreställningar |
| 1912 | Siwert och hans betänkligheter Sivert og hans betaenkeligheder  | Peter Egge                                               |                            | Premiär 13 oktober 1912 6 föreställningar |
| 1912 | Jag älskar dig                                                  | Frans Lothar                                             |                            | Premiär 6 november 1912 1 föreställning |
| 1912 | Parfymen                                                        | Ernest Blum och Raoul Toché Översättning Gunnar Malmberg |                            | Premiär 12 november 1912 24 föreställningar |
| 1912 | Svartsjuk Jalouse                                               | Alexandre Bisson och Adolphe Leclercq                    |                            | Premiär 30 november 1912 11 föreställningar |
| 1912 | Domarens hatt El sombrero de copa                               | Vital Aza Översättning Åke Munthe                        |                            | Premiär 26 december 1912 47 föreställningar |
| 1913 | Biografernas biograf, revy                                      | En Glad Själ (pseudonym)                                 |                            | Premiär 1 januari 1913 10 föreställningar |
| 1913 | Moralens förkämpar                                              | Oscar Wennersten                                         |                            | Premiär 21 januari 1913 3 föreställningar |
| 1913 | Okända damen L'Inconnue                                         | Georges Berr och Paul Gavault                            |                            | Premiär 6 februari 1913 61 föreställningar |
| 1913 | Sömngångaren                                                    | Ernest Blum och Raoul Toché Översättning Gunnar Malmberg |                            | Premiär 17 mars 1913 3 föreställningar |
| 1913 | Kämparna på Helgeland, akt II och III                           | Henrik Ibsen                                             |                            | Premiär 30 maj 1913 Gästspel av Elin Svenssons teaterskola 1 föreställning |
| 1913 | Renässans, akt I                                                | Holger Drachmann                                         |                            | Premiär 30 maj 1913 Gästspel av Elin Svenssons teaterskola 1 föreställning |
| 1913 | Pater Noster Le pater                                           | François Coppée                                          |                            | Premiär 30 maj 1913 Gästspel av Elin Svenssons teaterskola 1 föreställning |
| 1913 | En modern kvinna                                                | K.G. Ossiannilsson                                       |                            | Premiär 30 maj 1913 Gästspel av Elin Svenssons teaterskola 1 föreställning |

### Strindbergs Intima Teater
| År   | Produktion                       | Upphovsmän                                                               | Regi                            | Noter |
| ---- | -------------------------------- | ------------------------------------------------------------------------ | ------------------------------- | --- |
| 1984 | Fordringsägare                   | August Strindberg                                                        | Stefan Böhm                     | Produktion av Fria Proteatern (även filmad 1988) Keve Hjelm, Bibi Andersson, Tomas Bolme Scenografi: Sören Brunes                                                       |
| 1998 | Se hur jag hörs                  | Johanna Langhorst och Pernilla Glaser                                    | Pernilla Glaser                 | Premiär 6 februari 1998 Anna Hellberg, Hulda Lind Jóhannsdóttir och Clara Norman Flyttad från Kilenscenen                                                               |
| 2005 | Sympati för djävulen             | Lucas Svensson                                                           | Linus Fellbom                   | Premiär 20 oktober 2005 Rikard Wolff Scenografi och ljus Linus Fellbom Samarbete mellan Stockholms stadsteater och Dramaten                                             |
| 2013 | PARadiset                        | Johanna Holmström                                                        | Johanna Holmström               | Premiär 5 april 2013 Maja Björkqvist, Emma Broomé, Andrea Edwards Scenografi Ann-Marie Fritiofsson, Kostym Caroline Bonaldi Samarbete med Teater Konfront               |
| 2017 | Fadren                           | August Strindberg                                                        | Anna Pettersson                 | Premiär 24 augusti 2017 Johan Rabaeus, Anna Pettersson Samarbete med Dramaten                                                                                           |
| 2020 | Gustav Vasa av August Strindberg | Joakim Sten                                                              | Carolina Frände                 | Premiär 17 september 2020 Thérèse Brunnander Scenografi och kostym Charlotta Nylund, Ljus Karl Svensson                                                                 |
| 2021 | Utopier i verkligheten           | Anna Haglund, Johanna Mårtensson, Maja Salomonsson och August Strindberg | Maja Salomonsson                | Premiär 23 oktober 2021 Karolina Mindell Kidanu, Elina Norén Sandberg och William Wahlstedt Scenografi och kostym Johanna Mårtensson, Musik och ljuddesign Anna Haglund |
| 2021 | Essen, dåren och Marie David     | Anna-Lena Efverman                                                       | Frida Bergh Martin Rosengardten | Premiär 25 oktober 2021 Anna-Lena Efverman Ljud och ljus Gustave Lund                                                                                                   |
| 2021 | De perversa                      | August Strindberg Bearbetning Joakim Sten                                | Carolina Frände                 | Premiär 16 november 2021 Staffan Göthe Ljus Gustave Lund |
| 2022 | Vasa                             | Fritt efter August Strindberg Bearbetning Anna Pettersson                | Anna Pettersson                 | Kaj Ahlgren, Anna Granquist, Mala Kyndel, Patrik Pettersson, Yngve Sundén, Joel Torstensson Samarbete med Dalateatern                                                   |